# Giuseppe dall’Oglio
Giuseppe Dall’Oglio – agent Stanisława Augusta Poniatowskiego w Republice Weneckiej.

## Życiorys
Pierwsza wzmianka o nim pochodzi z 25 maja 1766 roku. Wiadomo, że tego dnia składał królowi polskiemu i ministrom raport ze swej działalności w Wenecji. Działalność ta jest jednak zupełnie nie zbadana.